# Волф Хайнрих I фон Шьонбург-Пениг
Волф Хайнрих I фон Шьонбург-Пениг (на немски: Wolf Heinrich I von Schönburg-Penig; * 7 ноември 1605, Пениг; † 5 декември 1657, Пениг) е фрайхер на Шьонбург-Пениг, господар на Глаухау, Валденбург, Векселбург и Пениг.

## Произход
Той е единствен син на фрайхер Волф III фон Шьонбург-Глаухау (1536/1556 – 1612) и втората му съпруга Анна Барбара фон Ройс-Унтерграйц (1585 – 1629), дъщеря на Хайнрих V Роус-Грайц (1549 – 1604) и Мария фон Шьонбург-Валденбург-Лихтенщайн (1565 – 1628), дъщеря на фрайхер Хуго I фон Шьонбург-Глаухау (1530 – 1566) и графиня Анна фон Глайхен-Рембда († 1570). Баща му има от първия брак 16 деца.

## Фамилия
Волф Хайнрих I фон Шьонбург-Пениг се жени на 3 юли 1636 г. в Пениг или в Прага за Юдит Ева Ройс-Бургк (* 26 декември 1614, Бургк; † 18 ноември 1666, Пениг), дъщеря на Хайнрих III Ройс-Бургк (1578 – 1616, убит) и Анна Магдалена фон Шьонбург-Глаухау (1582 – 1615), дъщеря на Георг III фон Шьонбург-Валденбург (1558 – 1611) и Ева Шенк фон Ландсберг († 1613). Те имат децата:
- Волф Хайнрих фон Шьонбург (* 17 май 1637, Пениг; † 27 май 1638, Пениг)
- Анна Юдит фон Шьонбург (* 24 юни 1641; † 6 юни 1679, Нидергуриг), омъжена за фрайхер Йохан Виганд фон Лютцелбург († 1670)
- Самуел Хайнрих фон Шьонбург-Валденбург-Векселбург (* 26 септември 1642, Пениг; † 20 юни 1706, Карлсбад), имперски граф на Шьонбург-Валденбург-Векселбург-Глаухау, женен на 14 февруари 1675 г. в Глаухау за графиня Елизабет Магдалена София фон Шьонбург-Фордерглаухау (* 18 август 1642; † 12 май 1716)
- Ева Сузана фон Шьонбург-Глаухау-Валденбург (* 9 септември 1644; † 16 януари 1704), графиня и господарка, омъжена за Кристиан Готфрид фон Либенау († сл. 1697)
- Волф Хайнрих II фон Шьонбург-Пениг (* 14 юни 1648, Пениг; † 18 юни 1704, Пениг), граф и господар на Глаухау, Пениг и Валденбург, женен на 24 юни 1699 г. за Юлиана Катарина фон Шьонбург-Фордерглаухау (* 15 октомври 1643; † 16 юли 1722), която е по-малка сестра на съпругата на Самуел Хайнрих.